# قيم (اسم)
قيم هو اسم علم مذكر من أصل عربي، ومعناه هو المستقيم المسؤول المراقب المعدل المتكفل.

## وصلات خارجية
- موسوعة السلطان قابوس لأسماء العرب نسخة محفوظة 5 أبريل 2019 على موقع واي باك مشين.